# Pipistrellus stenopterus
Pipistrellus stenopterus là một loài động vật có vú trong họ Dơi muỗi, bộ Dơi. Loài này được Dobson mô tả năm 1875.